# منتخب كوستاريكا لكأس فيد
منتخب كوستاريكا لكأس فيد هو ممثل كوستاريكا الرسمي في كرة المضرب في كأس فيد
.